# Очень синяя борода
«Очень синяя борода» — советский мультипликационный фильм для взрослых 1979 года режиссёра Владимира Самсонова. Комический мюзикл по мотивам сказки Шарля Перро «Синяя борода».

## Сюжет
Современный детектив расследует нераспутанное преступление герцога Синяя Борода: обзаведясь очередной женой, герцог вскоре её убивал, но перед этим у него вырастала невероятно синяя борода. А так ли уж невинны были его несчастные жертвы?..
Детектив едет на расследование этого дела, по дороге звоня из своего автомобиля по радиотелефону жене. Не веря, что муж задерживается на работе, и подозревая его в неверности, ревнивая жена требует, чтобы он немедленно ехал домой, угрожая, в противном случае, разводом.
Детектив ходит по городу, где все прохожие с упоением читают книги о Синей Бороде. Зайдя в переулок, детектив встречает своего двойника, который превращается в герцога Синюю Бороду, а увязавшийся за ним пёс — в шута, сохранив животную внешность. Детектив оказывается в непонятном месте, герцог материализует три кресла и принимается за рассказ. Герцог рассказывает о своей семейной жизни и жёнах — и вырисовывается довольно печальная картина.
Первая жена — Марианна. Она появляется во дворце Герцога с ручным драконом в клетке. Марианна помешана на моде: она целыми днями меняет наряды, затевает во дворце перестановку по своему вкусу и мужа стремится переделать в соответствии с требованиями моды. На мужа ей откровенно наплевать: пока он спит, она выбрасывает портреты предков, его самого заставляет ходить в корсете и железном доспехе, ручной дракон постоянно за ним охотится. Однажды Герцог наступает на хвост ненавистному дракону — и тот случайно сжигает свою хозяйку.
Вторая — Лилианна. Она зациклена на здоровье и лечении. Лилианна лишает мужа привычного образа жизни, заставляет заниматься гимнастикой и йогой, сажает на строгую диету. Подчиняются режиму также и супружеские удовольствия. Герцогу, привыкшему к большим пирам, и который ждал от жены ласки, в конце концов, это надоедает. Он морально не удовлетворён и физически истощён: не может взобраться на лошадь даже при посторонней помощи. Во время очередной пробежки он пытается съесть яблоко, которое ему дает шут. Лилианна, по привычке контролируя рацион мужа, отнимает его и съедает. У Герцога моментально отрастает синяя борода. Тогда шут Герцога срывает ядовитый мухомор и даёт его Герцогу (голодный Герцог собирается его съесть), который тоже съедает Лилианна, — и Герцог снова свободен.
Третья жена — Вивианна. Она весела и жизнерадостна. Дворец всегда полон гостей, там не стихают пиры и застолья. Шут наконец-то доволен. Герцог уверен, что наконец обрёл семейное счастье, но все гости — мужчины, очарованные красотой Вивианны. Однажды, вернувшись с охоты, он застаёт свою развесёлую жену в объятиях гостя. В результате вооружённой схватки с ним герцог погибает от удара кинжалом в спину (убивает его, по-видимому, Вивианна).
Детектив, расследовав эту историю, едет домой. По дороге он снова звонит жене и пытается рассказать подробности своего расследования, но жена снова закатывает ему очередной скандал, обвиняя в супружеской неверности и откровенно хамя. Детектив бросает трубку телефона и мчит домой. У него вырастает синяя борода такого размера, что не помещается в машине...
Фильм заканчивается словами рассказчика: «Дорогие жёны, может быть, наша версия необъективна. В таком случае, простите, любимые, так получилось…»

## Создатели
- сценарий — Аркадия Арканова
- музыка — Геннадия Гладкова
- стихи — Ю. Михайлова
- режиссёр — Владимир Самсонов
- художник-постановщик — Игорь Макаров
- оператор — Владимир Милованов
- звукооператор — Владимир Виноградов
- в фильме поют:

- Михаил Боярский — детектив / герцог Синяя Борода
- Олег Анофриев — пёс-шут герцога / народ
- Валентина Игнатьева — Марианна
- М. Смирнова — Лилианна / народ
- Лариса Долина — Вивианна / жена детектива

- художники-мультипликаторы: Александр Федулов, Наталья Базельцева, Борис Тузанович, Андрей Колков, Михаил Першин, Вадим Меджибовский, Светлана Сичкарь, Наталия Грачёва, Юрий Белов, Татьяна Великород
- над фильмом работали: Ольга Хорова, Елена Никитина, Елена Строганова-Косых, Т. Степанова, Любовь Хорошкова, Ольга Киселёва, Лера Рыбчевская, Е. Зверева, Валентина Лопухова, Н. Шкамарда, Г. Чуприна
- монтажёр — Марина Трусова
- редактор — Алиса Феодориди
- от автора — Александр Белявский (нет в титрах)

## Награды и призы
- 1981 — Приз на Международном кинофестивале в Бильбао (Испания)[1].

## Издание на видео
В 1980-е годы в СССР мультфильм был выпущен на VHS видеокомпанией «Видеопрограмма Госкино СССР». В России в 1990-е годы Studio PRO Video издало в сборнике мультфильмов. В 1996 году мультфильм выпущен на VHS изданием Videovostok.

В 1997 году мультфильм был выпущен на VHS ассоциацией «Видео Союз» и компанией «Динара».

В 2000 году компании «Мастер Тэйп» и «Союз Видео» при поддержке «Гостелерадиофонда» выпустили лицензионные VHS-копии с мастер-кассеты Betacam SP сборника мультфильмов «Детский кинотеатр» с этим мультфильмом.